# Panglin Plaza
Panglin Plaza (chiń. upr. 彭年广场; chiń. trad. 彭年廣場; pinyin Péngnián Guǎngchǎng) – wieżowiec w Shenzhen, w prowincji Guangdong, w Chińskiej Republice Ludowej, o wysokości 240 metrów. Budynek został otwarty w 1999 i liczy 57 kondygnacji.